# HD 108123
HD 108123，又名BD+24 2455，SAO 82297、HR 4725，是一颗恒星，视星等为6.03，位于銀經239.94，銀緯83.28，其B1900.0坐标为赤經12h 20m 13.3s，赤緯+24° 83.28′ 53″。